# 牛青山
牛青山（1958年6月—），男，河北定州人，中华人民共和国政治人物，曾任北京市政协副主席、党组成员。中央党校研究生毕业（中央党校法学专业）。

## 生平
1976年12月参加工作。1979年7月加入中国共产党。曾任崇文区委副书记、区长，东城区委副书记、区长，石景山区委书记。
2018年1月，任北京市政协副主席。2022年1月，卸任市政协副主席职务。